# 环烯醚萜

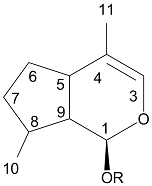
环烯醚萜的基本结构

虹臭蚁素（iridomyrmecin），一种较简单的环烯醚萜

环烯醚萜（英語：Iridoid）是一大类单萜物质，由一个五元环和六元环构成，常见于许多动物与植物体内。其生物合成通常起始于10-氧香叶醛 。在植物体内通常与葡萄糖结合成糖苷的形式存在。